# Roger Lambrechts
Pour les articles homonymes, voir Lambrechts.
Roger Lambrechts, né le 25 août 1927 à Etterbeek et mort le 13 août 2005 à Bruxelles, est un professeur et étruscologue de référence, membre de l'Académie royale de Belgique.

## Biographie
Candidat en philologie classique, archéologie classique et en histoire de l’art, licencié et agrégé en philologie classique (UCL), il obtient le titre de docteur en étruscologie.
Professeur dans l'enseignement moyen de 1950 à 1960, il rejoint ensuite l'UCL dans la section de philologie classique. En 1965, s'y ajouteront archéologie et histoire de l'art. De 1971 jusqu’à son éméritat en 1992, il n’enseignera plus que ces dernières matières.
Dans sa thèse sur les magistratures étrusques, Roger Lambrechts affichait une conception large de l’Altertumswissenschaft, la véritable connaissance de l’antiquité ne pouvant être fondée que sur l’étude et la critique serrée des trois sources d’information dont nous disposons :  sources littéraires, sources épigraphiques, sources iconographiques. Sa thèse est toujours considérée, aujourd'hui, comme le point de départ de toute recherche dans le domaine.
Roger Lambrechts est devenu, au fil des années, un des grands spécialistes des miroirs étrusques en publiant deux fascicules du Corpus Speculorum Etruscorum, œuvre internationale de référence. En 2000, avec l'aide de l’Etruscan Foundation (États-Unis), il allait constituer à Louvain une base de données informatique, qui centraliserait le matériel publié dans les fascicules du Corpus imprimé.
En 1978, il reçoit le permis d'exploiter le site archéologique d'Artena, qui dégage un habitat urbain des IVe-IIIe siècles avant Jésus-Christ dont il a rendu possible l’étude approfondie. 
Le 4 avril 2006, les cendres de Roger Lambrechts sont dispersées à Artena.

## Distinctions
- Citoyen d’honneur de la commune d’Artena
- membre d’honneur du Circolo Culturale d’Artena
- Gran Premio Città di Artena
- Membre étranger de l'Istituto Nazionale di Studi Etruschi ed Italici de Florence
- Grand-officier de l'ordre de Léopold
- Grand-officier de l'ordre de la Couronne
- Grand-officier de l'ordre de Léopold II

## Prix Roger Lambrechts
En 2004, il fonde ce prix de l'Académie royale de Belgique, qui est destiné à des travaux scientifiques (manuscrits ou imprimés) consacrés à la philologie, à l’histoire et à l’archéologie, des populations étrusques ou italiques. Ces ouvrages doivent avoir été rédigés en français, anglais, allemand, italien ou espagnol.
Ce Prix est octroyé pour la première fois en mai 2007 à une thèse de doctorat défendue en 2004 à l’Università degli Studi de Rome, par Andrea Babbi.

## Publications
- Essai sur les magistratures des Républiques étrusques, Bruxelles-Rome, Collection de l'Institut historique belge de Rome, 1959, 218 p.
- Suggestions pour un Corpus des miroirs étrusques et prénestins dans les Hommages à Marcel Renard tome III, Bruxelles, Coll. Latomus, 1969, 328-332 p.
- Les inscriptions avec le mot « tular » et le bornage étrusque, Florence, Olschki, Biblioteca di Studi Etruschi, 1970, 98 p.
- Des Mélanges d'étruscologie, Louvain-la-Neuve, l'Université Catholique de Louvain, coll. « Publications d'histoire de l'art et d'archéologie de l'UCL », 1978, 188 p.
- Les miroirs étrusques et prénestins des Musées Royaux d'Art et d'Histoire à Bruxelles, Bruxelles, 1978, 384 p.
- L’Étrurie d'hier et de toujours, Louvain, David Brown, 1982, 148 p. (ISBN 2-8017-0184-X)
- Artena 1 : Rapports et études, Bruxelles-Rome, Librairie Archaion, 1983, 120 p.
- Artena 2 : Rapports et études, Bruxelles-Rome, Librairie Archaion, 1989, 260 p.
- Artena 3 : Un "mundus" sur le piano della civita ?, Bruxelles-Rome, Institut historique belge de Rome, 1996, 226 p. (ISBN 90-74461-19-0)
- La civita di Artena. Scavi belgi 1979-1989, 1989
- Les fouilles belges d'Artena, 1989
- Les miroirs étrusques et prénestins des Musées royaux d'art et d'histoire à Bruxelles, Bruxelles, Musées royaux d'art et d'histoire, 1978, 381 p.
- Belgique dans Corpus Speculorum Etruscorum, Rome, L'Erma, 1987, 180 p. (ISBN 88-7062-628-8, lire en ligne)
- Comunita indigene e problemi della romanizzazione nell'Italia centro-meridionale, IVo-IIIo sec. av. C.., Bruxelles, Institut historique belge de Rome, 1991, 247 p.
- Corpus Speculorum Etruscorum, Stato della Città del Vaticano 1. Città del Vaticano, Museo Profano della Biblioteca Apostolica Vaticana; Roma, Collezione di antichità dell'Abbazia di San Paolo fuori le mura, Rome, L'Erma di Bretschneider, 1995, 162 p. (ISBN 88-7062-876-0)

## Sources
- notice bio-bibliographique
- Hommage au professeur Roger Lambrechts dans Revue Belge de Philologie et d’Histoire, dans le tome 78, 1 de 2000
- Il Piano della Civita ed il Museo Archeologico Roger Lambrechts di Artena, Anna Di Noto et Francesco Montuori,  (ISBN 978-88-89400-75-3).

## Divers
- 2e Kyu de philosophie zen
- 3e Kyu en shiatsu
- ceinture noire d’aïkido (2e Dan)